# واکنش گربه
واکنش گِربه که به نام مارسل گِربه (۱۸۶۱–۱۹۳۸) نامگذاری شده‌است، یک واکنش آلی است که یک الکل اولیه را با از دست دادن یک اکی‌والان آب به الکل دیمر بتا-آلکیله تبدیل می‌کند. این فرایند از آن جهت حائز اهمیت است که مواد اولیه ارزان قیمتِ ساده را به محصولات با ارزش‌تر تبدیل می‌کند. عیب اصلی این واکنش این است که واکنش باعث تولید مخلوطی از فرآورده‌ها می‌شود.

## سازوکار
سازوکار واکنش برای این واکنش یک توالی چهار مرحله ای است. در مرحله اول الکل به آلدهید اکسید می‌شود. سپس این واسطه‌ها در یک تراکم آلدول به آلیل آلدهید واکنش نشان می‌دهند که در ادامه کاتالیزورِ هیدروژناسیون به الکل کاهش می‌یابد.
واکنش کانیزارو یک واکنش رقابتی است که در آن دو مولکول آلدهید به صورت نامتناسب واکنش می‌دهند و الکل و کربوکسیلیک اسید مربوطه را تشکیل می‌دهند. واکنشِ جانبیِ دیگر واکنش تیشچنکو است.

## همچنین ببینید
الکل‌های گِربه
- ۲-اتیل۱-بوتانول
- ۲-اتیل‌هگزانول
- ۲-پروپیل‌هپتان-۱-ال
- ۲-بوتیل-۱-اکتانول
- ۲-بوتیل-۱-اکتانول